# نمایش بعد از ظهر
نمایش بعد از ظهر (انگلیسی: Matinee) فیلمی کمدی آمریکایی به کارگردانی جو دانته در سال ۱۹۹۳ است. در این فیلم جان گودمن، کتی موریارتی، سایمون فنتون، عمری کاتز، لیزا جاکوب، رابرت پیکاردو، کلی مارتین و جسی وایت (در آخرین نقش سینمایی تئاتر) بازی می‌کنند.